# Alexander Watson
Alexander James Watson (ur. 12 lipca 1979) – brytyjski historyk, profesor kolegium Goldsmiths na Uniwersytecie Londyńskim. Jego prace koncentrują się na tematyce I wojny światowej, a w szczególności na sytuacji w Europie Środkowo-Wschodniej, Niemczech i Wielkiej Brytanii podczas tego konfliktu.
Zajmuje się społecznymi, kulturowymi i militarnymi aspektami I wojny światowej, a także wzrostem świadomości narodowej, sytuacją mniejszości i planami czystek etnicznych przed Holokaustem.

## Życiorys
W 2000 roku uzyskał tytuł Bachelor of Arts (z wyróżnieniem) w dziedzinie historii współczesnej w Exeter College na Uniwersytecie Oksfordzkim. Był przez rok asystentem badawczym Nialla Fergusona, po czym w 2001 roku rozpoczął pod jego kierunkiem studia doktoranckie w Balliol College na Uniwersytecie Oksfordzkim. Pracę doktorską zatytułowaną The chances of survival: personal risk assessment and attitudes to death among German and British soldiers in the Great War, 1914–1918 obronił w 2005 roku. W latach 2005–2008 był pracownikiem naukowym Clare Hall (Cambridge), w 2010 roku pracował w St John’s College. W latach 2008–2011 odbył staż podoktorski Akademii Brytyjskiej na Uniwersytecie Cambridge. W latach 2011–2013 przebywał na Uniwersytecie Warszawskim w ramach europejskiego stypendium im. Marii Skłodowskiej-Curie. 
Alexander Watson pisał dla The New York Times, Times Higher Education, Literary Review, History Today i BBC History Magazine. Występował w BBC, ZDF, France 24. Brał udział w wielu wydarzeniach związanych z historią, m.in. w BBC History Magazine „History Weekend” czy Chalke Valley History Festival.
Jako specjalista w zakresie historii wojskowości i jako jeden z nielicznych autorów anglojęzycznych profesor Alexander Watson od lat zajmuje się historią środkowo-wschodniej Europy podczas Wielkiej Wojny 1914–1918. Jego pierwsza książka została wydana w 2008 pod tytułem „Enduring the Great War; Combat, Morale and Collapse in the German armies (1914–1918)”. Jej głównym tematem była psychika żołnierzy obu walczących stron w czasie I wojny światowej.
Kolejna publikacja została wydana sześć lat później w 2014 roku i skupiała się na sytuacji państw centralnych w czasie I wojny światowej, a w szczególności na ich motywacjach i popełnianych zbrodniach. W celu napisania „Ring of Steel: Germany and Austro-Hungary at War (1914-1918)” autor spędził dwa lata na badaniu archiwów w Polsce, Austrii i Niemczech w celu zdobycia potrzebnych informacji. Książka otrzymała wiele wyróżnień, m.in. Gilder Lehrman Prize for Military History i Wolfson History Prize (za obie nagrody Watson otrzymał także wynagrodzenie finansowe).
Najnowsza książka Watsona wydana w 2019 roku porusza tematykę najdłuższego oblężenia w czasie I wojny światowej, a także mówi o jego następstwach, czyli antysemickich czystkach i innych problemach społecznych. W wydaniu polskim pojawiła się nakładem wydawnictwa Rebis w 2022 jako „Twierdza. Oblężenie Przemyśla i korzenie skrwawionych ziem Europy”. Książka ponownie spotkała się z bardzo pozytywnymi recenzjami i uzyskała wiele nagród. Brytyjska gazeta The Times określiła ją jako „arcydzieło”.
Od 2017 współpracuje jako recenzent z „Rocznikiem Przemyskim”.

## Publikacje
Książki:
- Twierdza. Oblężenie Przemyśla i korzenie skrwawionych ziem Europy, 2019, ISBN 978-83-8188-424-2
- Ring of Steel: Germany and Austria-Hungary at War, 1914–1918, 2014, ISBN 978-1846142215
- Enduring the Great War: Combat, Morale and Collapse in the German and British armies, 1914–1918, 2008, ISBN 978-0521881012

Artykuły:
- Managing an Army of Peoples: Identity, Command and Performance in the Habsburg Officer Corps, 1914-1918, Contemporary European History, 2016, ISSN 0960-7773.
- Unheard of Brutality: Russian Atrocities against Civilians in East Prussia, 1914–1915, The Journal of Modern History, 2014, ISSN 0022-2801.
- Fighting for Another Fatherland: the Polish Minority in the German Army, 1914–1918, The English Historical Review, 2011, ISSN 0013-8266.
- Bereaved and Aggrieved: Combat Motivation and the Ideology of Sacrifice in the First World War, Historical Research, 2010, ISSN 1468-2281.
- Culture and Combat in the Western World, 1900–1945, The Historical Journal, 2008, ISSN 0018-246X.
- Junior Officership in the German Army during the Great War, 1914–1918, War in History, 2007, ISSN 0968-3445.
- Self-Deception and Survival: Mental Coping Strategies on the Western Front, 1914–1918, Journal of Contemporary History, 2006, ISSN 0022-0094.
- For Kaiser and Reich: the Identity and Fate of the German Volunteers, 1914–1918, War in History, 2005, ISSN 0968-3445.